# Conchiophora spinosella
Conchiophora spinosella är en fjärilsart som beskrevs av Pierre Chrétien 1916. Conchiophora spinosella ingår i släktet Conchiophora och familjen spinnmalar. Inga underarter finns listade i Catalogue of Life.